# Сріхарі Натарадж
Сріхарі Натарадж (16 січня 2001) — індійський плавець.
Учасник Олімпійських Ігор 2020 року.
Переможець Азійських ігор 2019 року.